# آنتونیو پاسکوالینو

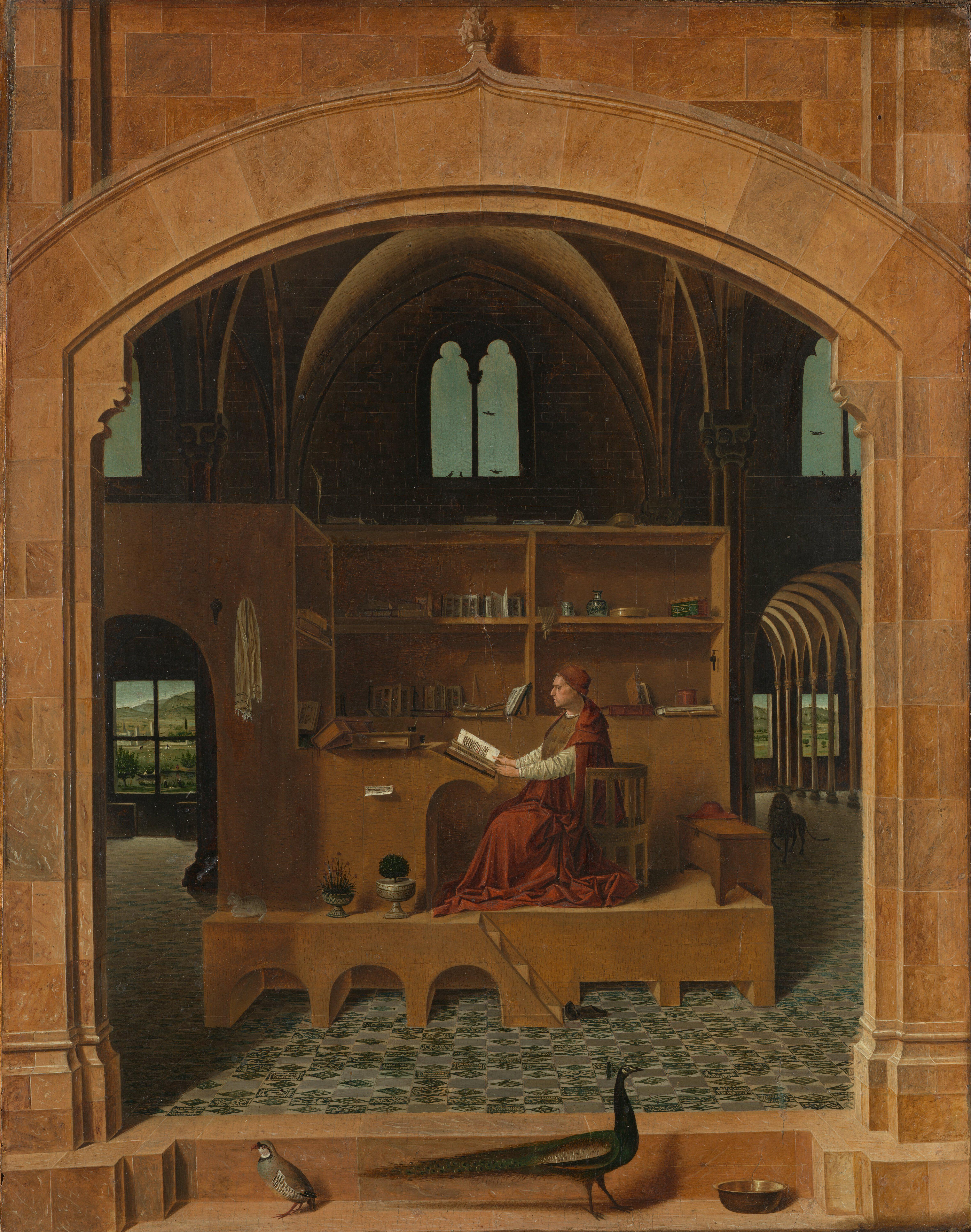
سنت جروم در اتاق مطالعه‌اش اثری از آنتونلو دا مسینا که زمانی در مالکیت پاسکوالینو قرار داشت.

آنتونیو پاسکوالینو (به لاتین: Antonio Pasqualino) یک تاجر و بازرگان ابریشم ونیزی در قرن پانزدهم میلادی بود. او بیشتر به‌عنوان یک مجموعه‌دار آثار هنری شناخته می‌شود و دارای آثاری از هنرمندانی همچون جنتیله دا فابریانو، جووانی بلینی، جورجونه و آنتونلو دا مسینا بوده است.